# Mihovil Abramić
Mihovil Abramić (Vorname auch deutsch Michael; * 12. Mai 1884 in Pula; † 8. Mai 1962 in Split) war ein jugoslawischer Archäologe.

## Leben
Geboren im damals zu Österreich gehörenden Istrien, besuchte er das Gymnasium in Pula und studierte ab 1902 Klassische Philologie, Archäologie und Alte Geschichte an der Universität Wien, wo er 1910 bei Eugen Bormann mit der Dissertation „Die großen Lichtgottheiten und ihre Gestirne in der griechischen Kunst“ promoviert wurde. Nach Studienreisen im Mittelmeerraum wurde er 1913 wissenschaftlicher Mitarbeiter des Österreichischen Archäologischen Instituts mit Dienstsitz am Archäologischen Museum in Aquileia, um dessen erkrankten Direktor Enrico Maionica zu unterstützen. Nach dessen Tod 1916 übernahm er auch offiziell die Leitung des Museums, in seine Zeit fällt die Transformation von einem österreichischen zu einem italienischen Museum. Im Dezember 1918 wurde er ein Jahr lang wegen separatistischer Haltung von Italien interniert, im Mai 1919 wurde er als Museumsdirektor entlassen. Nach seiner Entlassung ging er nach Jugoslawien, wo er 1920 Kodirektor des Archäologischen Museums in Split neben Frane Bulić wurde, von 1926 bis 1950 war er dessen alleiniger Direktor.
Abramić leitete archäologische Ausgrabungen unter anderem in Ptuj, Nin, Salona und Vis. Er wurde 1947 zum ordentlichen Mitglied der Jugoslawischen Akademie der Wissenschaften und Künste gewählt.

## Veröffentlichungen (Auswahl)
- Poetovio. Führer durch die Denkmäler der römischen Stadt. Österreichische Staatsdruckerei, Wien 1925.
- Split i okolica (Split und Umgebung), Jadranska Straža, Belgrad 1928.
- Die christliche Archäologie in Jugoslawien in den letzten zwanzig Jahren. In: Actes du V Congrès International d’Archéologie Chrétienne. Pontificio Istituto di Archeologia Cristiana, Città del Vaticano 1957, S. 177–183.
- Jedan doprinos k pitanju oblika hrvatske krune (Ein Beitrag zur Frage nach der Form der kroatischen Krone). Zagreb 1959.